# Habitatge al carrer Guinedilda, 10 (Cervera)
Habitatge al carrer Guinedilda, 10 és una obra de Cervera (Segarra) protegida com a Bé Cultural d'Interès Local.

## Descripció
Casa entre mitgeres, situada al carrer Guinedilda, desenvolupat a continuació de l'edifici de la Universitat de Cervera. Aquesta casa seria l'edifici més antic conservat al carrer General Güell, amb la façana pròpia del segle xviii, d'acord amb la moda constructiva arran de la construcció de la Universitat. Consta de quatre nivells: planta baixa, dues plantes i golfes i dos nivells verticals definits per a la disposició de les obertures, dues per planta. A la planta baixa consta de dues obertures de llinda plana emmarcades per carreus ben escairats que contrasten cromàticament amb l'arrebossat del parament de la façana. La porta d'accés a l'edifici presenta la llinda amb un segell esculpit, mentre l'altra porta alberga un local comercial, el rètol del qual impedeix la visió total de la llinda. Les obertures del primer pis, de mida diferent a les altres, presenten les mateixes característiques. Ambdues obertures estan unides per una balconada, amb una reixeta col·locada al centre i de forma perpendicular, dividint d'aquesta manera l'espai únic del balcó en dos. Les obertures de la segona planta són menors, cada una amb un petit balcó, i ja no presenten l'emmarcament de carreus a tot el volt. Finalment, la zona de les golfes està definida per la presència de dos òculs el·líptics, que constitueixen una de les característiques pròpies dels nombrosos edificis construït o remodelats al segle xviii.